# Мирзо, Алишер
Алишер Мирзо (настоящее имя Алишер Мирзаев) (узб. Alisher Mirzo; род. 21 марта 1948) — узбекский художник, чьи работы хранятся в галереях, музеях и частных коллекциях Германии, Франции, Италии, Испании, Норвегии, Люксембурга, Болгарии, Югославии, России, Японии, Индии, Мадагаскара и США. В своих работах сочетал элементы импрессионизма и абстрактного искусства с традиционными узбекскими видами искусства, такими как миниатюрная живопись и декоративные стили прикладного искусства. Его сюжеты варьируются от пейзажей и натюрмортов до интимных сцен из жизни этнических узбеков. Академик Академии художеств Узбекистана

## Биография
Родился 21 марта 1948 года в Ташкенте.
В 1974 году был принят на работу преподавателем на архитектурный факультет Ташкентского государственного политехнического института имени Беруний (ныне Ташкентский государственный технический университет).
В 1978 году читал лекции в Институте театральных художников имени А.Н. Островского.
В 1997 году был принят в члены Академии художеств Узбекистана. В том же году был назначен профессором Национальный институт художеств и дизайна имени Камолиддина Бехзода, должность которую занимает и по сей день.
Участник выставок с 1972 года. Персональные выставки: Москва (1979), Улан-Батор (1987), Дамаск (1988), Бирманская академия и Институт культурной миссии Рамы Кришны в Калькутте (Индия, 1988), Ташкент (1993-2009), Каунас (2009), галерея Анны Царев в Нью-Йорке (США, 2010) и другие.

## Творчество
- «Композиторы» (1968)
- «Художник К. Носиров» (1975)
- «Песня о молодой семье» (1976)
- «Встреча» (1982)
- «Кумуш и Зейнаб» (1990-е)
- «Воображение» (1990-е)
- «Хайдалыш куйи» (1990-е)
- «Чтение Физули» (1990-е)
- «Аюрдинг Хайотим Лолазарид» (1990-е)

## Награды
За свою карьеру Мирзо получил множество наград и почетных званий. В 1986 году получил диплом Академии художеств СССР. В 1994 году был удостоен почетного звания имени А. Кадирия. В 2011 году Мирзе было присвоено звание почетного академика Российской академии художеств.